# 極惡限戰
《極惡限戰》（Satan's Horns）是閃靈樂團的第三張單曲，收錄閃靈樂團與二十世紀福斯電影合作，為2003年上映的恐怖電影「佛萊迪大戰傑森」（FREDDY VS JASON）所撰寫的中文主題曲－「極惡限戰」共三個版本，也同時收錄「極惡限戰」音樂錄影帶和「佛萊迪大戰傑森」電影精華片斷。

## 專輯曲目
| 曲序 | 曲目                           |
| ---- | ------------------------------ |
| 1.   | 極惡限戰                       |
| 2.   | 極惡限戰（工業電子版）         |
| 3.   | 極惡限戰（Karaoke版）          |
| 4.   | 極惡限戰 (Video)               |
| 5.   | 佛萊迪大戰傑森電影精華 (Video) |

## 參與團體
- 閃靈樂團：主旋律
- Tizzy Bac 女主唱「惠婷」：女合音
- DJ Meph：工業電子合成音效